# Beépített szépség 2. – Csábítunk és védünk
A Beépített szépség 2. – Csábítunk és védünk (eredeti cím: Miss Congeniality 2: Armed and Fabulous) 2005-ben bemutatott amerikai akcióvígjáték, melyet Marc Lawrence forgatókönyvéből John Pasquin rendezett. A  Beépített szépség (2000) folytatása. A főbb szerepekben Sandra Bullock, Regina King, Enrique Murciano, William Shatner, Ernie Hudson, Heather Burns, Diedrich Bader és Treat Williams látható.
A 2005. március 24-én bemutatott film világszerte 101 millió dolláros bevételt szerzett, kritikai fogadtatása negatív volt.

## Cselekmény
Gracie, a korábbi szépségversenyen való sikeres szereplése után visszatér megszokott, elhanyagolt külsejű megjelenéséhez és az FBI-nál végzett munkájához. Amikor egy bankrablás megakadályozása során felismerik (és ezzel mások élete kerül veszélybe), felajánlják neki, hogy legyen az FBI „arca”, szóvivője. Emiatt újból egy kisebb csapat veszi kezelésbe, akik az elegáns megjelenéséről gondoskodnak, még személyes testőrt is kap (aki csak kényszerből vállalja el a feladatot).
Amikor legjobb barátait, Cheryl Fraziert (Heather Burns), a szépségverseny győztesét, és Stan Fields (William Shatner) műsorvezetőt Las Vegasban ismeretlen tettesek elrabolják, a szóvivőben felébrednek ügynöki ösztönei. Amikor rájön, hogy az elrablási üggyel megbízott felelős parancsnok, Collins felügyelő zsákutcába viszi a nyomozást, Gracie akcióba lép, és bebizonyítja, hogy semmitől sem riad vissza, ha a barátai életének megmentéséről van szó.

## Szereplők
| Szerep                             | Színész          | Magyar hang      |
| ---------------------------------- | ---------------- | ---------------- |
| Gracie Hart FBI-ügynök             | Sandra Bullock   | Györgyi Anna     |
| Cheryl Frasier (Miss Rhode Island) | Heather Burns    | Roatis Andrea    |
| Stan Fields                        | William Shatner  | Szersén Gyula    |
| Sam Fuller                         | Regina King      | Liptai Claudia   |
| Jeff Foreman                       | Enrique Murciano | Debreczeny Csaba |
| Harry McDonald FBI-ügynök          | Ernie Hudson     | Jakab Csaba      |
| Joel Myers                         | Diedrich Bader   | Széles Tamás     |
| Janet McKaren                      | Elisabeth Röhm   | N/A              |
| Collins                            | Treat Williams   | Dunai Tamás      |
| Karl Steele                        | Nick Offerman    | Jászai László    |
| Lou Steele                         | Abraham Benrubi  | Faragó András    |
| Carol Fields                       | Eileen Brennan   | Gyimesi Pálma    |
| Pam                                | Leslie Grossman  | Nádasi Veronika  |
| Janine                             | Lusia Strus      | N/A              |
| Priscilla                          | Molly Gottlieb   | Tamási Nikolett  |
| Dolly Parton                       | Dolly Parton     | Kiss Erika       |

## Fogadtatás

### Bevételi adatok
A 60 millió dolláros költségvetésből készült film világszerte 101 millió dolláros bevételt szerzett (ebből 48 millió dollárt az Amerikai Egyesült Államokban).

### Kritikai visszahang
A film lesújtó kritikákat kapott. A Rotten Tomatoes weboldalon 148 értékelés alapján  16%-os minősítést szerzett. Roger Ebert kritikus a folytatás elkészítését és megtekintését is feleslegesnek érezte.

### Díjak és jelölések
| Év   | Díj                | Kategória                         | Jelölt                                    | Eredmény |
| ---- | ------------------ | --------------------------------- | ----------------------------------------- | -------- |
| 2005 | BET Comedy Award   | Legjobb női mellékszereplő        | Regina King                               | Jelölve  |
| 2005 | Teen Choice Awards | Legjobb női főszereplő (vígjáték) | Sandra Bullock                            | Elnyerte |
| 2005 | Teen Choice Awards | Legjobb táncjelenet               | Sandra Bullock Regina King (showgirlként) | Jelölve  |

## Fordítás
- Ez a szócikk részben vagy egészben  a   Miss Congeniality 2: Armed and Fabulous című angol Wikipédia-szócikk fordításán alapul.  Az eredeti cikk szerkesztőit annak laptörténete sorolja fel. Ez a jelzés csupán a megfogalmazás eredetét és a szerzői jogokat jelzi, nem szolgál a cikkben szereplő információk forrásmegjelöléseként.